# Nanjing City
El Nanjing City (en chino simplificado, 南京城市足球俱乐部) es un equipo de fútbol de China que juega en la Primera Liga China, la segunda división nacional.

## Historia
Fue fundado el 29 de diciembre de 2014 en la ciudad de Nanjing con el nombre Nanjing Fengfang y participaba en las competiciones locales.
En noviembre de 2017 obtiene el estatus de equipo profesional para participar en las competiciones nacionales, logrando dos ascensos consecutivos que lo llevaron a la Primera Liga China para la temporada 2021.